# Ташлык (Татарстан)
Ташлы́к (тат. Ташлык) — село в Нижнекамском районе Республики Татарстан, в составе Шингальчинского сельского поселения.

## Этимология названия
Топоним произошел от татарского слова «ташлык» (каменистая земля; камнеломня, каменный карьер).

## География
Село находится в 14 км к югу от районного центра, города Нижнекамска.

## История
Село известно с 1678 года как деревня Ташлы Илга. В XVIII — первой половине XIX веков жители относились к категории государственных крестьян. Занимались земледелием, разведением скота. 
В «Списке населенных мест по сведениям 1870 года», изданном в 1877 году, населённый пункт упомянут как деревня Ташлык 4-го стана Мензелинского уезда Уфимской губернии. Располагалась при речке Ташлыченке, по левую сторону коммерческого тракта из Бугульмы в село Бетьки, в 86 верстах от уездного города Мензелинска и в 44 верстах от становой квартиры в селе Бережные Челны. В деревне, в 83 дворах жили 507 человек (258 мужчин и 249 женщин, татары), были мечеть, училище. Жители занимались земледелием, скотоводством.
В начале XX века здесь функционировали мечеть, мектеб, водяная мельница, хлебозапасный магазин, 3 бакалейные лавки. В этот период земельный надел сельской общины составлял 963 десятины. 
До 1920  года село входило в Афонасовскую волость Мензелинского уезда Уфимской губернии. С 1920 года в составе Мензелинского, с 1921 года — Челнинского кантонов ТАССР. С 10 августа 1930 года в Челнинском, с 25 января 1935 года в Шереметьевском, с 1 февраля 1963 года в Челнинском, с 12 января 1965 года в Нижнекамском районах.

## Население
| 1870 | 1897 | 1906 | 1920 | 1926 | 1949 | 1958 | 1970 | 1979 | 1989 | 2002 | 2008 | 2010 |
| ---- | ---- | ---- | ---- | ---- | ---- | ---- | ---- | ---- | ---- | ---- | ---- | ---- |
| 507  | 767  | 848  | 847  | 119  | 650  | 701  | 744  | 700  | 470  | 445  | 455  | 409  |

Национальный состав села: татары.

## Экономика
Жители занимаются полеводством, овощеводством, молочным скотоводством.

## Объекты образования и культуры
В селе действуют начальная школа, дом культуры, библиотека.

## Религиозные объекты
Мечеть (построена в 1922 году), в 2003 г. на ее месте построена новая каменная. 